# Хімік (Рівне)
«Хімік» — український аматорський футбольний клуб з міста Рівне Рівненської області.

## Історія
Футбольна команда «Хімік» була створена як футбольна команда заводу «Азот», одного з провідних підприємств регіону. Першим серйозним успіхом команди стала бронза чемпіонату Рівненської області у 1975 році. У 80-х роках заводська команда вийшла на перші позиції у обласному футболі і двічі брала срібло (1984, 1988) і ще один раз бронзу (1988), а 1989 року вперше виграла чемпіонат Рівненської області.
Після проголошення незалежності команда вийшла на загальнонаціональний рівень і у сезонах 1997/98, 1998/99 та 1999 років грала у чемпіонаті України серед аматорів, але жодного разу не вийшла з групи. Також двічі брала участь у аматорському Кубку України, вилетівши у сезоні 1997/98 на стадії 1/8 фіналу, а 2001 року знялась зі змагань у чвертьфіналі. В цей же час команда продовжила бути одним з лідерів місцевого футболу і двічі (1999, 2001) здобувала бронзу обласної першості, а також ставала володарем (2000) і фіналістом (1997) Кубка Рівненської області.
У сезоні 2010 року клуб виступав у чемпіонаті Рівненської області, здобувши вдруге у своїй історії золоті нагороди першості, а гравець клубу Віктор Газицький з 17 голами став найкращим бомбардиром турніру, але на наступний сезон команда не заявилась, припинивши своє існування. Останнім турніром клубу стала Зимова першість міста Рівне «Меморіал Шморгуна» на початку 2011 року, в якій «Хімік» здобув срібні медалі.

## Відомі гравці
Більш повний перелік гравців клубу див. Категорія:Футболісти «Хіміка» (Рівне)
- Поворознюк Дмитро Ігорович
- Бондар Олександр Олександрович
- Воротеляк Володимир Володимирович
- Газицький Віктор Миколайович
- Ковалець Олександр Юрійович
- Пархомчук Ігор Миколайович

## Досягнення
- Чемпіон Рівненської області: 1989, 2010;
- Срібний призер чемпіонату Рівненської області: 1984, 1988
- Бронзовий призер чемпіонату Рівненської області: 1985, 1999, 2001;
- Володар Кубка Рівненської області: 2000
- Фіналіст Кубка Рівненської області: 1997
- Багаторазовий учасник Чемпіонату України з футболу серед аматорів та Кубку України з футболу серед аматорів